# 笠置號航空母艦
笠置號航空母艦是日本帝國海軍在第二次世界大戰中未建造完成的1艘艦隊航空母艦，它是第4艘雲龍級航空母艦，艦名源自京都府的笠置山。

## 概述
笠置號航空母艦是基於飛龍號航空母艦的設計基礎上而建造的1艘輕型航空母艦，笠置與同天城空母一樣改用新鈴谷級重巡洋艦的主機，致於舷側就同葛城空母一樣都改成兩塊2.5公分CNC裝甲合成(一共厚度為5公分)。建造工作在1945年4月停止，沒有被安裝裝備。在戰爭結束時該艦的建造工程只完成了84%。笠置號於1946年在佐世保被拆解。

## 舾装員長
- 大石保 大佐：1945年1月20日 - 3月5日

## 同级艦
雲龍 - 天城 [III] - 5002 - 葛城 [II] - 笠置 [II]  - 5005 - 阿蘇 [II]  - 生駒 [II]  - 鞍馬 [II] - 5009 - 5010 - 5011 - 5012 - 5013 - 5014 - 5015